# Khlong Khlung (huyện)
Khlong Khlung (tiếng Thái: คลองขลุง) là một huyện (amphoe) ở miền trung thuộc tỉnh Kamphaeng Phet, phía bắc Thái Lan.

## Địa lý
Các huyện giáp ranh (từ phía bắc theo chiều kim đồng hồ): Mueang Kamphaeng Phet, Sai Thong Watthana, Bueng Samakkhi, Khanu Woralaksaburi, Pang Sila Thong và Khlong Lan thuộc tỉnh Kamphaeng Phet.

## Lịch sử
Huyện Khanu đã được đổi tên thành Khlong Khlung năm 1939.

## Hành chính
Huyện này được chia thành 10 phó huyện (tambon), các đơn vị này lại được chia thành 101 làng (muban). Có 3 thị trấn (thesaban tambon) - Khlong Khlung, Tha Makhuea và Tha Phutsa mỗi đơn vị nằm trên một số vùng đất của tambon cùng tên. Ngoài ra có 10 tổ chức hành chính tambon (TAO).
| Số TT | Tên           | Tên tiếng Thái | Số làng | Dân số |  |
| ----- | ------------- | -------------- | ------- | ------ |  |
| 1.    | Khlong Khlung | คลองขลุง        | 13      | 13.503 |  |
| 2.    | Tha Makhuea   | ท่ามะเขือ        | 9       | 8.551  |  |
| 4.    | Tha Phutsa    | ท่าพุทรา         | 7       | 4.950  |  |
| 5.    | Mae Lat       | แม่ลาด          | 6       | 4.015  |  |
| 6.    | Wang Yang     | วังยาง          | 9       | 5.999  |  |
| 7.    | Wang Khaem    | วังแขม          | 15      | 10.296 |  |
| 8.    | Hua Thanon    | หัวถนน          | 9       | 5.181  |  |
| 9.    | Wang Sai      | วังไทร          | 14      | 10.957 |  |
| 13.   | Wang Bua      | วังบัว           | 10      | 7.158  |  |
| 16.   | Khlong Sombun | คลองสมบูรณ์      | 9       | 4.202  |  |